# Ursula Nilgen
Ursula Nilgen (* 5. Februar 1931 in Düsseldorf; † 20. Dezember 2018 in München) war eine deutsche Kunsthistorikerin.

## Leben
Sie studierte Kunstgeschichte, Archäologie und Ägyptologie an den Universitäten in Köln, München und Bonn, wo sie 1966 auch mit einer Dissertation über eine ottonische Evangelienhandschrift promoviert wurde. In Rom arbeitete sie als Stipendiatin der Görres-Gesellschaft am Lexikon der christlichen Ikonographie (LCI) und anderen Projekten mit. Sie war Assistentin an der Bibliotheca Hertziana und Stipendiatin der Deutschen Forschungsgemeinschaft. Nach der Habilitation 1978 an der Universität Göttingen mit einer Arbeit über das Bildprogramm von Filaretes Bronzetür am Petersdom lehrte sie an den Universitäten in Göttingen, Frankfurt am Main, Heidelberg und ab 1982 an der Ludwig-Maximilians-Universität München sowie als Gastprofessorin an der Universität Paris IV und der Universität Wien.